# Giurisdizione tributaria
La giurisdizione tributaria, ai sensi della legge italiana, indica l'attività di giurisdizione, esercitata dalle autorità competenti, in materia di contenzioso tributario.

## Caratteristiche generali
La giurisdizione non deve essere confusa con la competenza. La prima si riferisce all'attitudine di un organo giurisdizionale di definire gli obblighi, comportamenti doverosi, delle parti ad un litigio secondo il diritto vivente. La seconda indica la sfera di poteri e facoltà attribuita ad un determinato soggetto, sia esso un organo o una persona fisica. La giurisdizione tributaria è una giurisdizione speciale ai sensi dell'art. 103 della Costituzione italiana; seguono i relativi gradi di giudizio: 
1. Commissione tributaria provinciale per le liti di 1º grado
2. Commissione tributaria regionale per le liti di 2º grado
3. Corte di cassazione per un giudizio di legittimità quindi per le sole questioni di diritto.

## Disciplina normativa
Le norme sulla giurisdizione (e la procedura) tributaria sono contenute nel d.lgs. 31 dicembre 1992 n. 546, in particolare l'art. 1 afferma circa gli organi:
L'art. 2 circa l'oggetto:
2. Appartengono altresì alla giurisdizione tributaria le controversie promosse dai singoli possessori concernenti l'intestazione, la delimitazione, la figura, l'estensione, il classamento dei terreni e la ripartizione dell'estimo fra i compossessori a titolo di promiscuità di una stessa particella, nonché le controversie concernenti la consistenza, il classamento delle singole unità immobiliari urbane e l'attribuzione della rendita catastale. Appartengono alla giurisdizione tributaria anche le controversie relative alla debenza del canone per l'occupazione di spazi ed aree pubbliche previsto dall'articolo 63 del decreto legislativo 15 dicembre 1997, n. 446, e successive modificazioni, e del canone per lo scarico e la depurazione delle acque reflue e per lo smaltimento dei rifiuti urbani, nonché le controversie attinenti all'imposta o al canone comunale sulla pubblicità e al diritto sulle pubbliche affissioni.
3. Il giudice tributario risolve in via incidentale ogni questione da cui dipende la decisione delle controversie rientranti nella propria giurisdizione, fatta eccezione per le questioni in materia di querela di falso e sullo stato o la capacità delle persone, diversa dalla capacità di stare in giudizio.»
In sintesi quindi tutte le controversie aventi ad oggetto i tributi di ogni genere e specie, compresi quelli regionali, provinciali e comunali, nonché le sovrimposte e le addizionali, le sanzioni amministrative, comunque irrogate da uffici finanziari, gli interessi e ogni altro accessorio; e le controversie concernenti l'intestazione, la delimitazione, la figura, l'estensione, il classamento dei terreni e la ripartizione dell'estimo fra i compossessori a titolo di promiscuità di una stessa particella, nonché le controversie concernenti la consistenza, il classamento delle singole unità immobiliari urbane e l'attribuzione della rendita catastale.
Riguardo al difetto di giurisdizione si dispone all'art. 3:
2. È ammesso il regolamento preventivo di giurisdizione previsto dall'art. 41, primo comma, del codice di procedura civile.»

## Competenza territoriale
In ordine alla competenza per territorio, le commissioni tributarie provinciali sono competenti per le controversie proposte nei confronti degli uffici delle entrate o del territorio del Ministero dell'Economia e delle Finanze, degli enti locali o dei concessionari del servizio riscossione che hanno sede nella loro circoscrizione. Le commissioni tributarie regionali sono competenti per le impugnazioni avverso le decisioni delle commissioni tributarie provinciali, che hanno sede nella loro circoscrizione. La competenza territoriale è in ogni caso inderogabile e l'incompetenza può essere rilevata anche d'ufficio.

## La giurisprudenza della Corte costituzionale
La Corte costituzionale è intervenuta più volte, recentemente, per definire la giurisdizione delle commissioni tributarie. Essa, secondo la Corte, deve essere limitata alle sole controversie di natura tributaria con esclusione, quindi, delle altre entrate di natura non tributaria (ad esempio il COSAP, canone di occupazione degli spazi e aree pubbliche). È altresì incostituzionale la previsione di una giurisdizione delle commissioni tributarie come "giudici speciali degli atti dell'Amministrazione finanziaria", con la conseguenza che sfuggono alla giurisdizione delle commissioni gli atti emessi da uffici finanziari ma non attinenti alle controversie tributarie (ad esempio, gli atti di irrogazione di sanzioni per utilizzo di lavoratori irregolari).
Allo stesso modo deve essere interpretata la giurisdizione in materia di impugnazione delle iscrizioni di ipoteca su immobili e del fermo amministrativo di veicoli attribuita dalla legge 4 agosto 2006, n. 248; la Corte costituzionale ha infatti confermato che la giurisdizione delle commissioni tributarie è limitata alle iscrizioni ipotecarie e ai fermi amministrativi disposti per la riscossione di tributi, escludendo quindi la possibilità di impugnare questi atti quando sono preordinati alla riscossione di crediti non tributari, come quelli per sanzioni pecuniarie previste dal codice della strada, per i quali la giurisdizione spetta al giudice ordinario.